# Elle (revista)
|  | «Elle» redirigeix aquí. Vegeu-ne altres significats a «Elle (desambiguació)». |

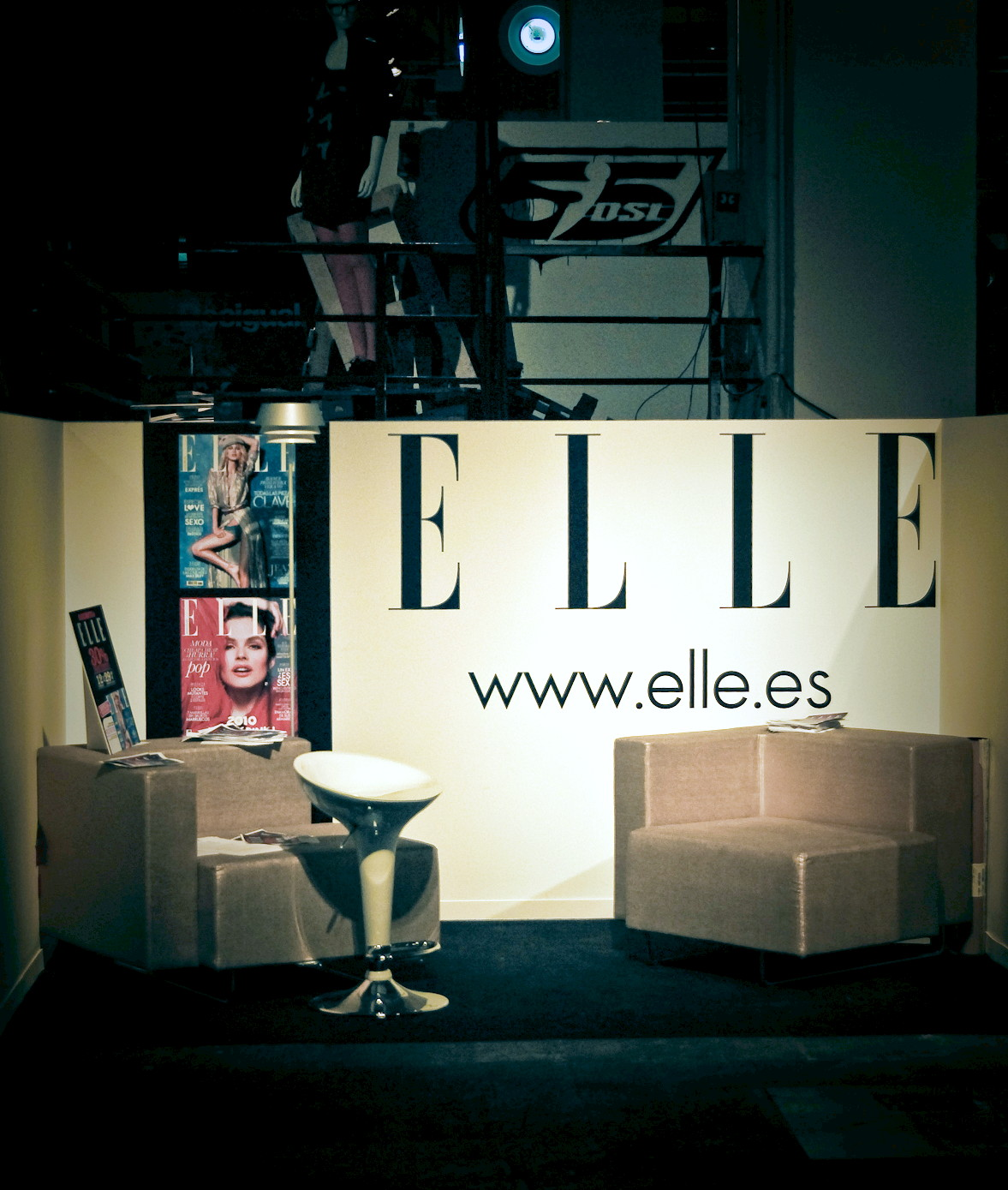
Revista Elle a la fira The Brandery (2010)

Elle és una revista d'àmbit mundial sobre temes de moda, bellesa, salut i entreteniment, dirigida a dones. Va ser fundada per Pierre Lazareff i la seva esposa Hélène Gordon el 1945. Elle vol dir "ella" en francès.
Lazareff va nomenar en 1946 Françoise Giroud directora de redacció, càrrec que va ocupar fins al 1953.De 1985 a 1989, Elle Macpherson va aparèixer a tots els números de la publicació.
La revista és propietat del grup Lagardère de França i és publicada als Estats Units per Hachette Filipacchi Media US, al Brasil per Grupo Editora abril, a l'Argentina per Grupo Clarín, a Singapur per Mediacorp, a Alemanya per Hubert Burda Media i a Mèxic per l'editorial Expansión. La primera edició al Regne Unit es va publicar el novembre de 1985. Un any després, el 1986, Elle va arribar a Espanya de la mà de Hachette Filipacchi, SA. L'editora catalana Grup RBA la publica per Portugal
La revista és amfitriona d'uns premis anuals, els Elle Style Awards. Els guanyadors són publicats a la revista.
L'any 2009 la revista va obtenir el Premi Bones Pràctiques en Comunicació no Sexista que atorga l'Associació de Dones Periodistes de Catalunya, per la publicació del manifest defensant el treball professional de les dones.